# Somaliland
Somaliland (Republika Somalilandu, somal. Soomaaliland, arab. ‏Ard as-Sūmāl‎, ang. Somaliland) – islamska republika, nieuznawana przez społeczność międzynarodową, leżąca we wschodniej Afryce nad Zatoką Adeńską. Somaliland ogłosił secesję od Somalii w 1991 roku i od tamtej pory zdołał zbudować funkcjonujący organizm państwowy z demokratycznie wybieranym prezydentem i parlamentem. Graniczy z Dżibuti, Etiopią i Puntlandem – inną częścią Somalii.

## Geografia

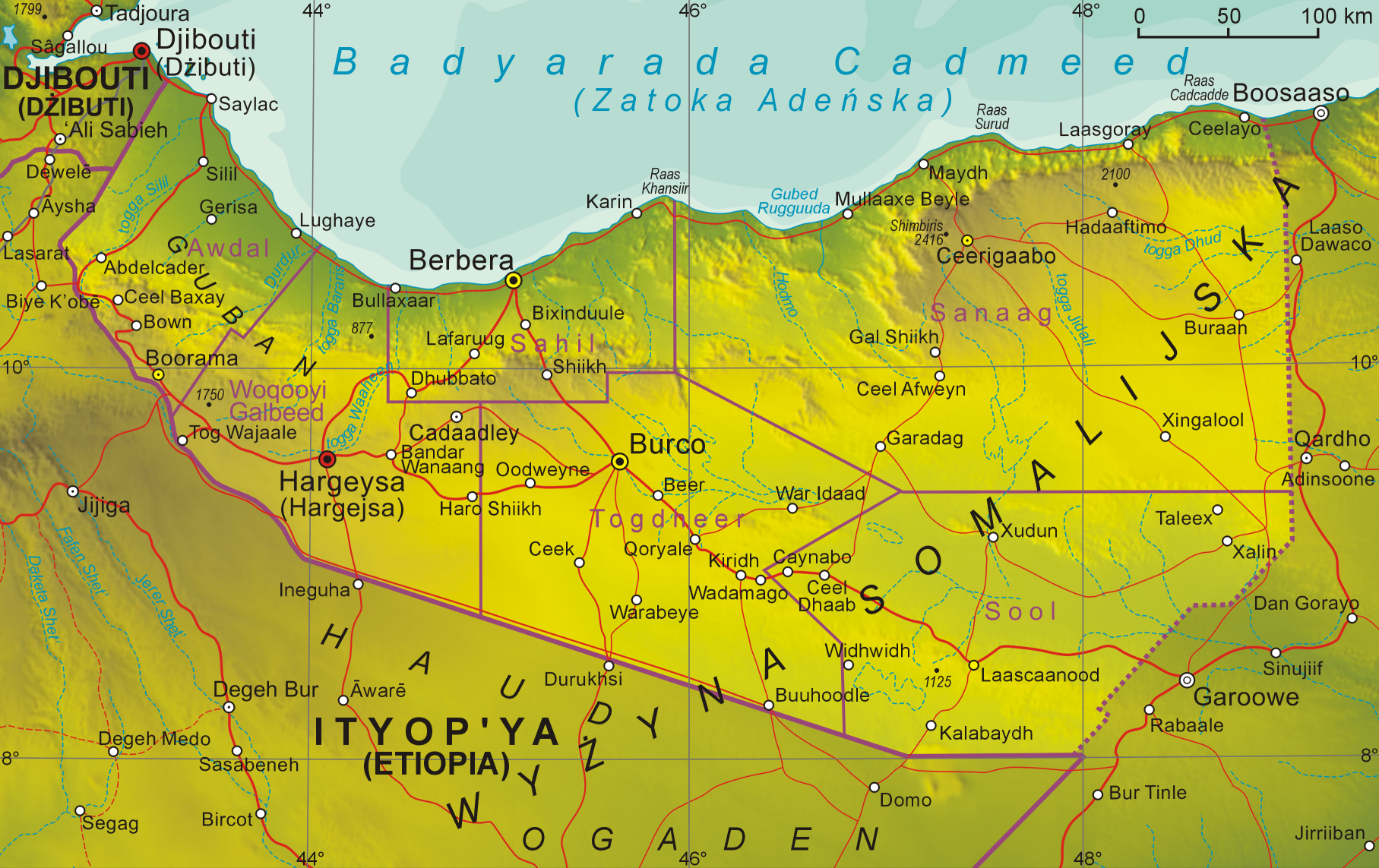
Mapa Somalilandu

Somaliland zajmuje tereny dawnego Somali Brytyjskiego. Położony jest w zasięgu ciepłego klimatu pustynnego (BWh). Północne niziny położone są w sąsiedztwie Zatoki Adeńskiej. Na północnym wschodzie wzdłuż wybrzeża ciągnie się pasmo górskie Cal Madow, którego najwyższy szczyt to Shimbiris (2407 m n.p.m.). Południowa część kraju jest wyżynna i w przeważającym stopniu półpustynna.
Górnictwo w Somalilandzie nie jest rozwinięte, choć w kraju potwierdzone jest występowanie złóż m.in. ropy naftowej, gazu ziemnego, złota i węgla brunatnego. Wschodnie regiony Sool i Sanaag, posiadające złoża ropy i gazu, są przedmiotem sporu z sąsiednim Puntlandem, który okresowo przeradza się w starcia zbrojne. Do głównych miast kraju należą: Hargejsa (stolica), Burco, Boorama, Berbera, Ceerigaabo, Gabiley i Laas Caanood.

## Historia

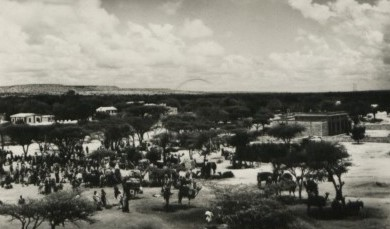
Targ kobiecy w Hargejsie, Somali Brytyjskie

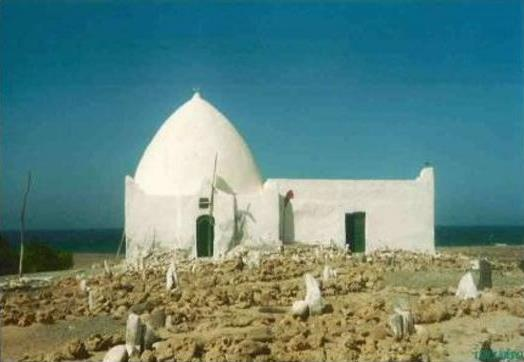
Grobowiec Sheikha Isaaqa, założyciela klanu Isaaq w Maydh

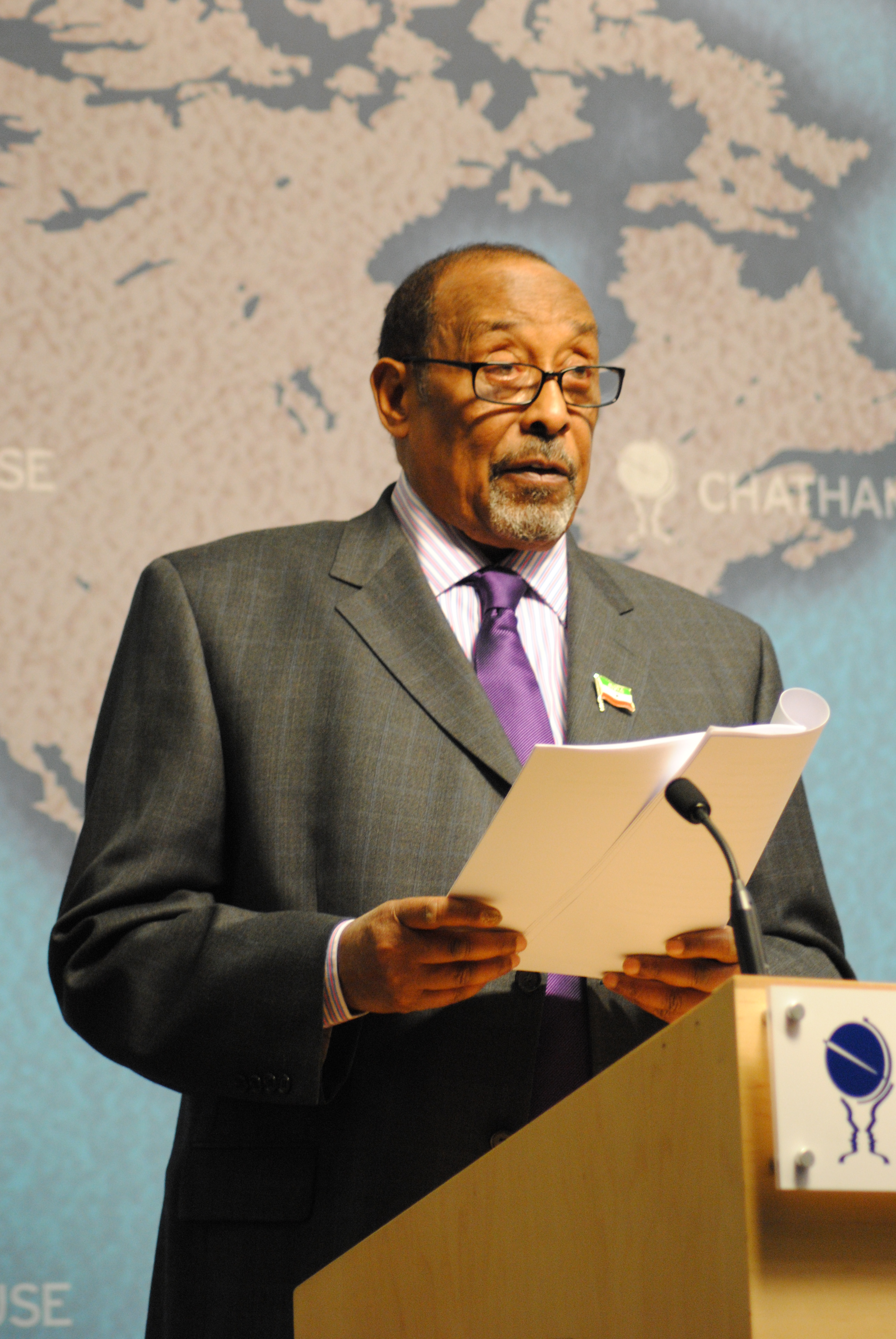
Ahmed Mahamoud Silanyo, czwarty prezydent Republiki Somalilandu, przemawiający w Chatham House w 2010 roku

Do 1960 Somaliland był protektoratem brytyjskim, następnie na krótko był niepodległy, by później, wraz z posiadłościami włoskimi, stworzyć Republikę Somalii. 18 maja 1991 roku Somaliland w obliczu załamania się rządu somalijskiego wystąpił z unii i ogłosił swoją niepodległość. Nowe państwo nie zostało uznane przez społeczność międzynarodową, co nie przeszkodziło mu w stabilnym istnieniu, podczas gdy pozostałe tereny Somalii są pogrążone w wojnie domowej.
W 1993 roku prezydentem został wybrany Mohammed Ibrahim Egal. W maju 2001 roku przeprowadzono referendum, w którym 97% obywateli opowiedziało się za niepodległością. Prezydent Egal zmarł podczas operacji w Południowej Afryce 3 maja 2002. Urząd po nim przejął jego dotychczasowy zastępca, Daahir Rayaale Kaahin. 29 września 2005 odbyły się wybory do parlamentu, pierwsze w regionie somalijskim od 1969 roku.
Następne wybory prezydenckie miały mieć miejsce 31 sierpnia 2008, jednak niestabilna sytuacja we wschodnich regionach kraju skłoniła wyższą izbę parlamentu do przesunięcia daty o pół roku. Mimo początkowej niechęci partii opozycyjnych, udało się wypracować kompromisowy termin 6 kwietnia 2009. Mimo to, data została później przesunięta o kolejne pół roku. Partie opozycyjne nie uznały tej decyzji, w kraju doszło do protestów, a nawet starć. Udało się jednak uniknąć rozlewu krwi, a strony postanowiły rozwiązać konflikt przy stole obrad. Ostatecznie wybory odbyły się 26 czerwca 2010, zwyciężył w nich lider opozycyjnej partii Kulmiye („Jedność”), Ahmed M. Mahamoud Silanyo, zdobywając niemal 50% głosów.
28 czerwca 2012 prezydent Somalii Szarif Szajh Ahmed spotkał się z w Dubaju z prezydentem Somalilandu, Ahmedem Mahamoudem Silanyo. Było to pierwsze spotkanie przywódców dwóch krajów od czasu ogłoszenia przez Somaliland niepodległości w 1991. Prezydenci podpisali wówczas porozumienie o współpracy (tzw. Karta Dubajska), zakładające wzmocnienie wzajemnych stosunków oraz podjęcie wysiłków na rzecz osiągnięcia porozumienia w kwestiach spornych i dążenia do stabilizacji w regionie.

## Demografia
Według danych szacunkowych Somaliland liczy około 3,5 miliona ludności. Językiem narodowym jest somalijski, ale arabski i angielski także są w użyciu.

### Religia
Największą religią w Somalilandzie jest sunnicki islam, który jest religią państwową. Konstytucja opiera się m.in. na prawie szariatu, na fladze znajduje się szahada, a na godle basmala. Promowanie innych religii jest zabronione. W ostatnich latach odnotowano wzrost popularności wahhabizmu. Niewielka grupa chrześcijan jest prześladowana przez islamskie społeczeństwo, w tym organy rządowe, które uważają chrześcijaństwo za obcy wpływ.

### Język urzędowy
Po proklamowaniu niepodległości została przyjęta Narodowa Karta Somalilandu (przyjęta 25 kwietnia 1993, weszła w życie 3 maja tego samego roku), w której art. 4 określał, że językami oficjalnymi są somalijski, arabski i angielski. W tymczasowej konstytucji, przyjętej w 1997 roku, określono, że językami urzędowymi są somalijski i arabski, angielski został pozbawiony tego statusu. 31 maja 2001 weszła w życie nowa konstytucja, przyjęta w referendum, która zachowała status języka urzędowego dla somalijskiego i arabskiego (art. 6).

## Polityka

### Ustrój polityczny

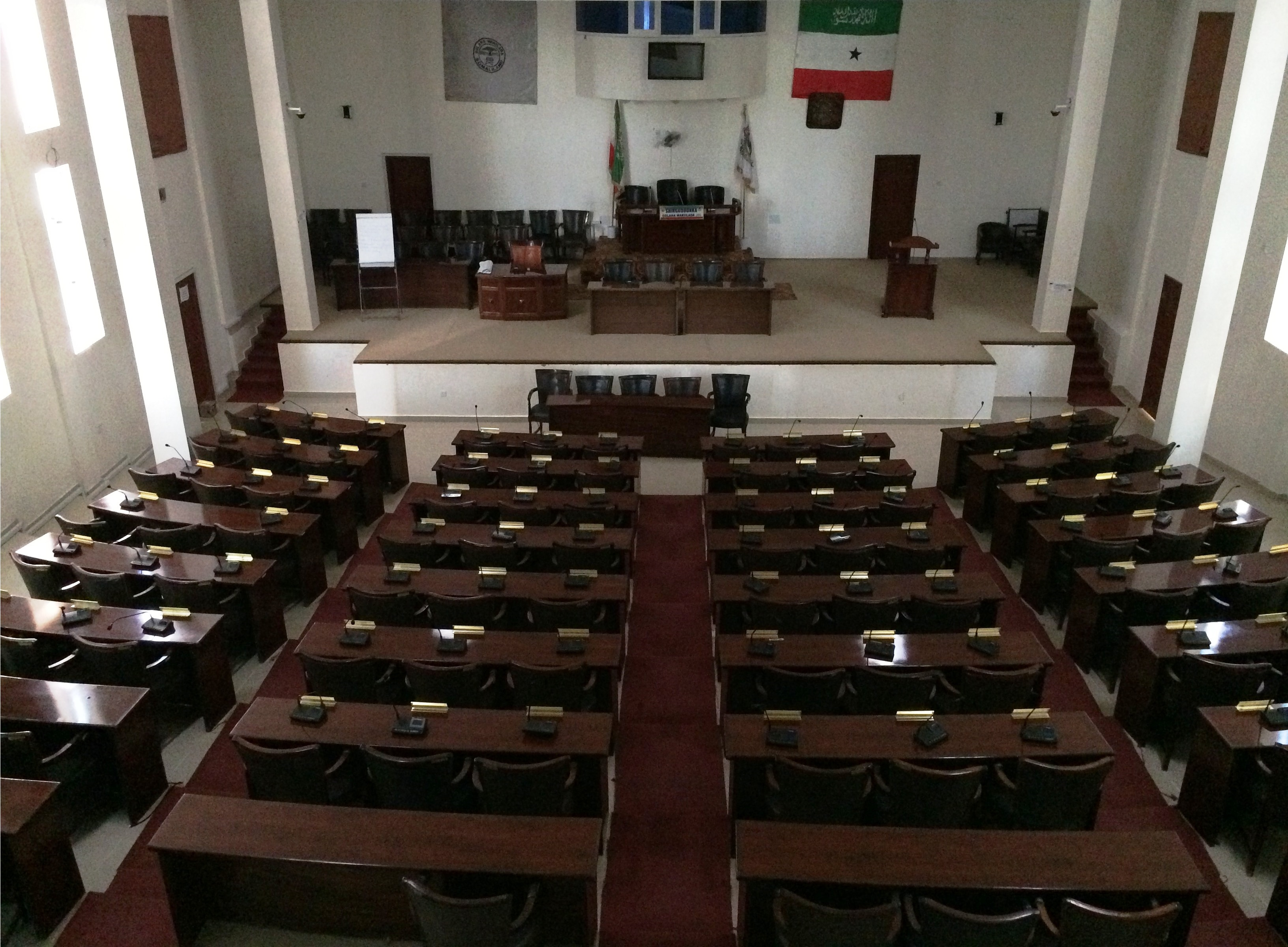
Sala posiedzeń Izby Reprezentantów

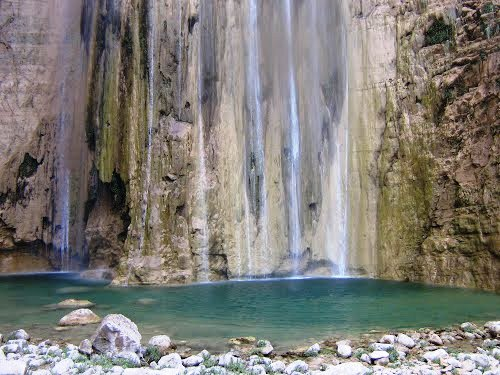
Lamadaya – wodospad zlokalizowany w górach Cal Madow

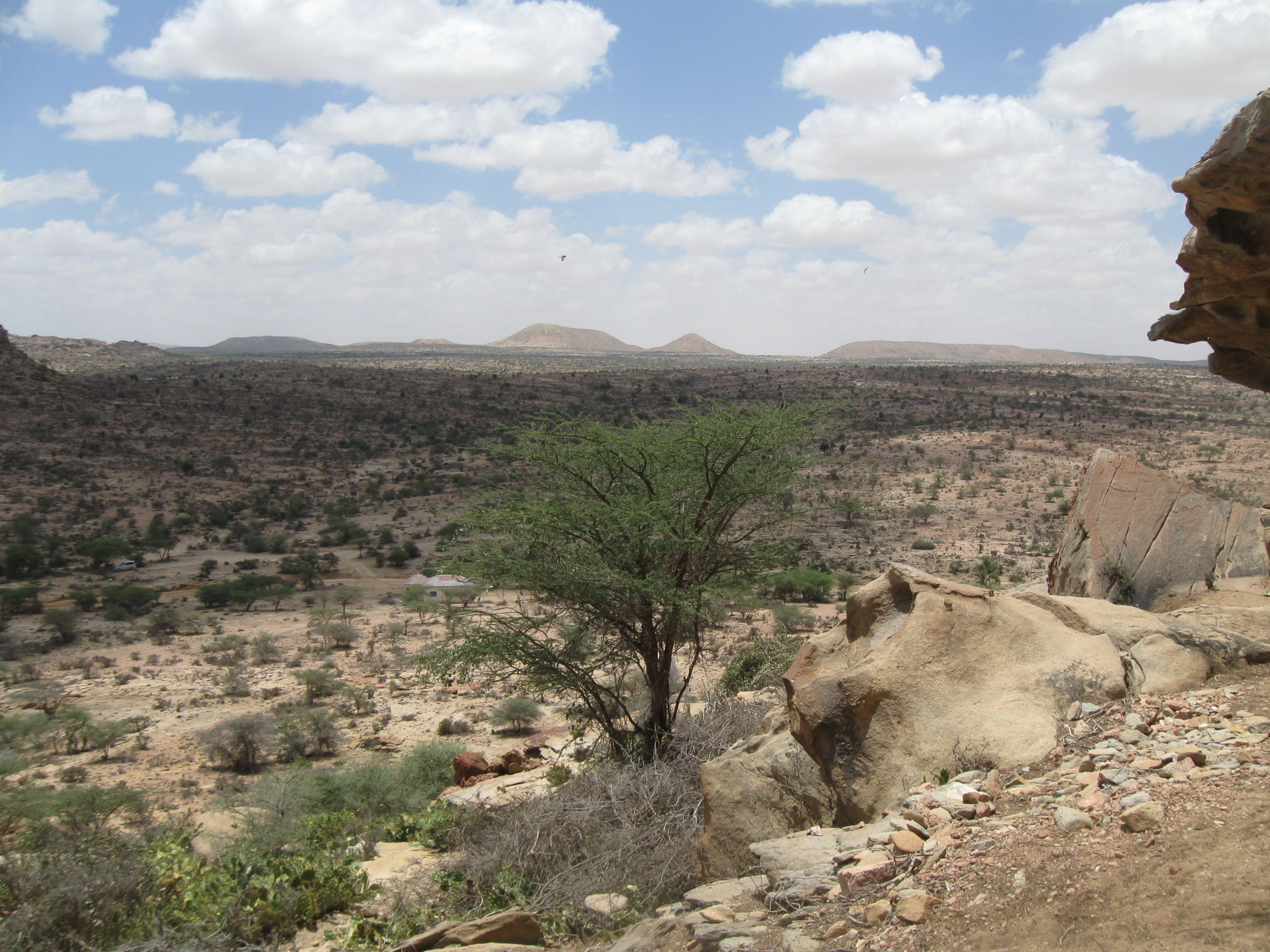
Somalilandzka prowincja

Somaliland jest republiką konstytucyjną z systemem prezydenckim. Od 2017 roku prezydentem jest Muse Bihi Abdi. Parlament Somalilandu jest dwuizbowy: w jego skład wchodzi Izba Starszych (izba wyższa) i Izba Reprezentantów (izba niższa). Izba Reprezentantów wybierana jest w wyborach powszechnych. Od 2005 roku jej przewodniczącym jest Abdirahman Mohamed Abdullahi. Członkowie Izby Starszych wybierani są przez lokalne społeczności na 6-letnie kadencje. Obie izby liczą po 82 członków.
W wyborach parlamentarnych w 2005 roku wzięły udział trzy partie: Partia Pokoju, Jedności i Rozwoju (Kulmiye), Zjednoczona Demokratyczna Partia Ludowa (UDUB) oraz Partia Sprawiedliwości i Dobrobytu (UCIB). Freedom House w rankingu na 2017 rok ocenił Somaliland jako częściowo wolny.

### Uznanie międzynarodowe

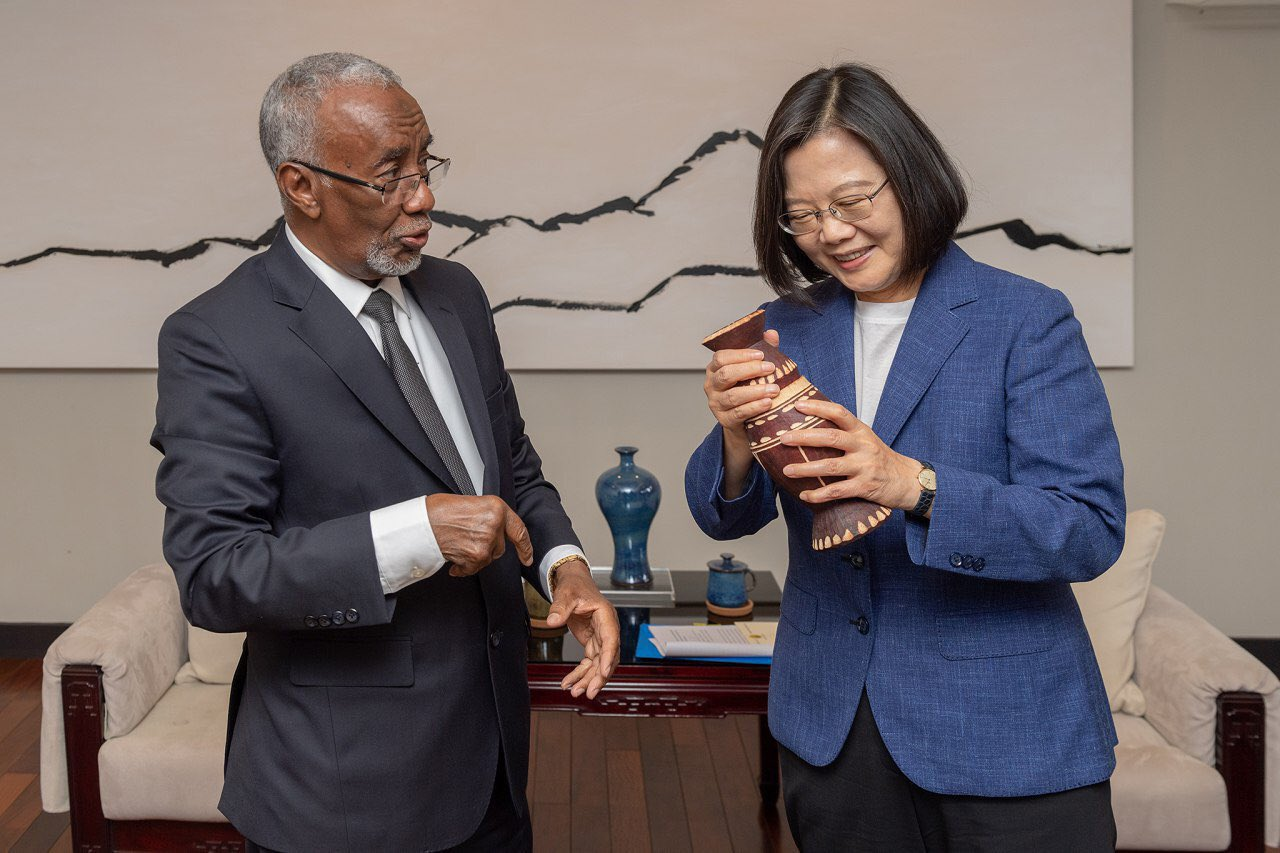
Minister spraw zagranicznych Somalilandu Hagi Mohamoud z prezydent Tajwanu Tsai Ing-wen

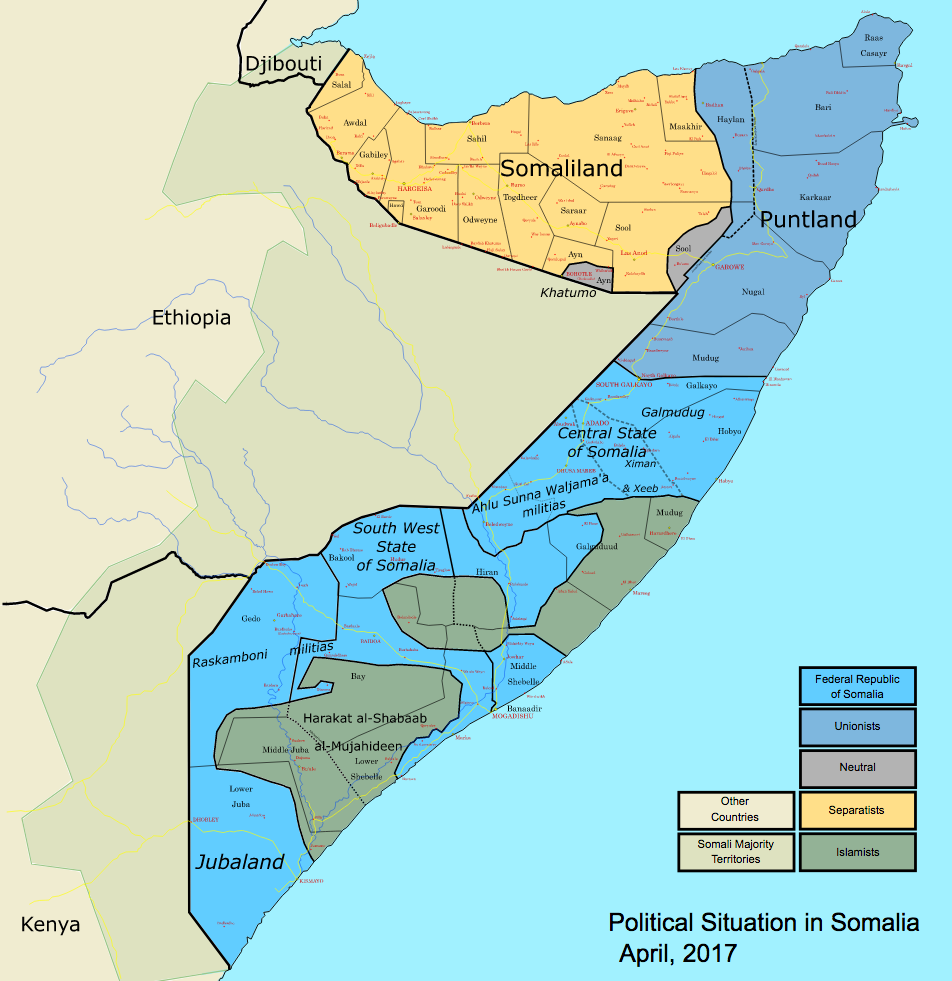
Obecna sytuacja polityczna w Somalii, kolorem żółtym zaznaczono terytoria pod kontrolą rządu Somalilandu

Somaliland nie jest uznawany przez żadne niepodległe państwo na świecie. Ma na to wpływ niestabilna sytuacja w pozostałej części Somalii, jak również spór graniczny z sąsiednim Puntlandem o regiony Sool i Sanaag.
Unia Afrykańska pozostaje powściągliwa w sprawie Somalilandu, obawiając się prób rewizji granic w innych częściach kontynentu, choć raport z misji UA w 2005 roku jest przychylny wobec uznania republiki. Brak uznania skutkuje tym, że kraj nie może liczyć na pomoc międzynarodową i zagraniczne inwestycje w jego rozwój są bardzo ograniczone. Nie ma także wsparcia w walce z rosnącym problemem terroryzmu islamskich radykałów z Somalii.
Somaliland od 2004 roku jest członkiem Organizacji Narodów i Ludów Niereprezentowanych.
1 stycznia 2024 roku została podpisana umowa pomiędzy rządami Etiopii i Somalilandu, która umożliwi Etiopii korzystanie z 20 kilometrów wybrzeża nad Zatoką Adeńską, w zamian za to zobowiązała się do rozważenia możliwości uznania Somalilandu jako niepodległego państwa.

### Stosunki dyplomatyczne
Somaliland nie jest oficjalnie uznawany przez jakiekolwiek państwo będące członkiem ONZ, ale utrzymuje nieformalne stosunki ze swoimi sąsiadami Dżibuti i Etiopią, a także z Arabią Saudyjską, Francją, Ghaną, Irlandią, Kenią, Południową Afryką, Stanami Zjednoczonymi, Szwajcarią, Szwecją, Tanzanią, Wielką Brytanią i Zjednoczonymi Emiratami Arabskimi. Organizacje międzynarodowe współpracujące z Somalilandem to Unia Afrykańska, Unia Europejska, Międzyrządowa Władza ds. Rozwoju i Organizacja Narodów Zjednoczonych. Somaliland utrzymuje bliskie stosunki z Tajwanem od 2020 roku.
Przedstawicielstwa dyplomatyczne Somalilandu mieszczą się w Dżibuti, Addis Abebie, Londynie, Waszyngtonie i Tajpej. W Hargejsie znajduje się przedstawicielstwo dyplomatyczne Danii, Republiki Chińskiej oraz konsulaty Etiopii i Turcji.

### Siły zbrojne

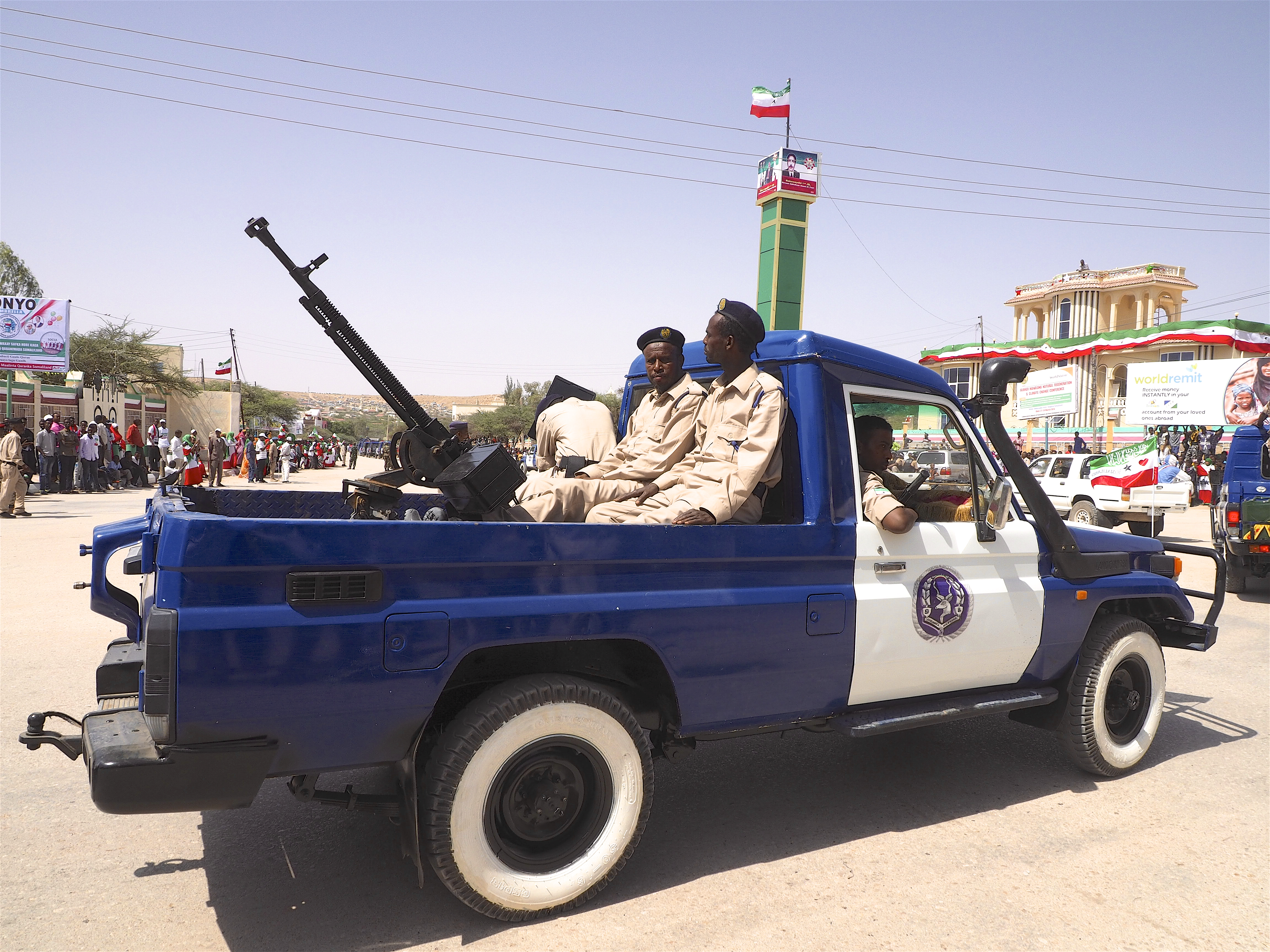
Siły zbrojne Somalilandu

Siły Zbrojne Somalilandu zostały założone 2 lutego 1994 i składają się z wojsk lądowych oraz marynarki wojennej, określanej często jako straż wybrzeża. W 2011 roku armia liczyła około 28 tysięcy żołnierzy. Marynarka wojenna zajmuje się przede wszystkim zwalczaniem piractwa, którego głównym ośrodkiem jest Puntland. Armia powstrzymuje także islamskich ekstremistów takich jak Asz-Szabab przed zdobywaniem kolejnych terenów. Jednym z najważniejszych partnerów wojskowych Somalilandu jest Wielka Brytania, która angażuje się w walkę z piractwem oraz wsparła budowę siedziby sił zbrojnych tego kraju, rozpoczętej w maju 2017 roku. Wydatki na siły zbrojne stanowią około 30% budżetu Somalilandu.
19 marca 2017 Somaliland i Zjednoczone Emiraty Arabskie podpisały umowę dotyczącą utworzenia emirackiej bazy wojskowej w porcie w Berberze. Miasto jest położone około 260 km od wybrzeża zniszczonego wojną domową Jemenu, gdzie interweniuje armia Zjednoczonych Emiratów Arabskich.

## Gospodarka

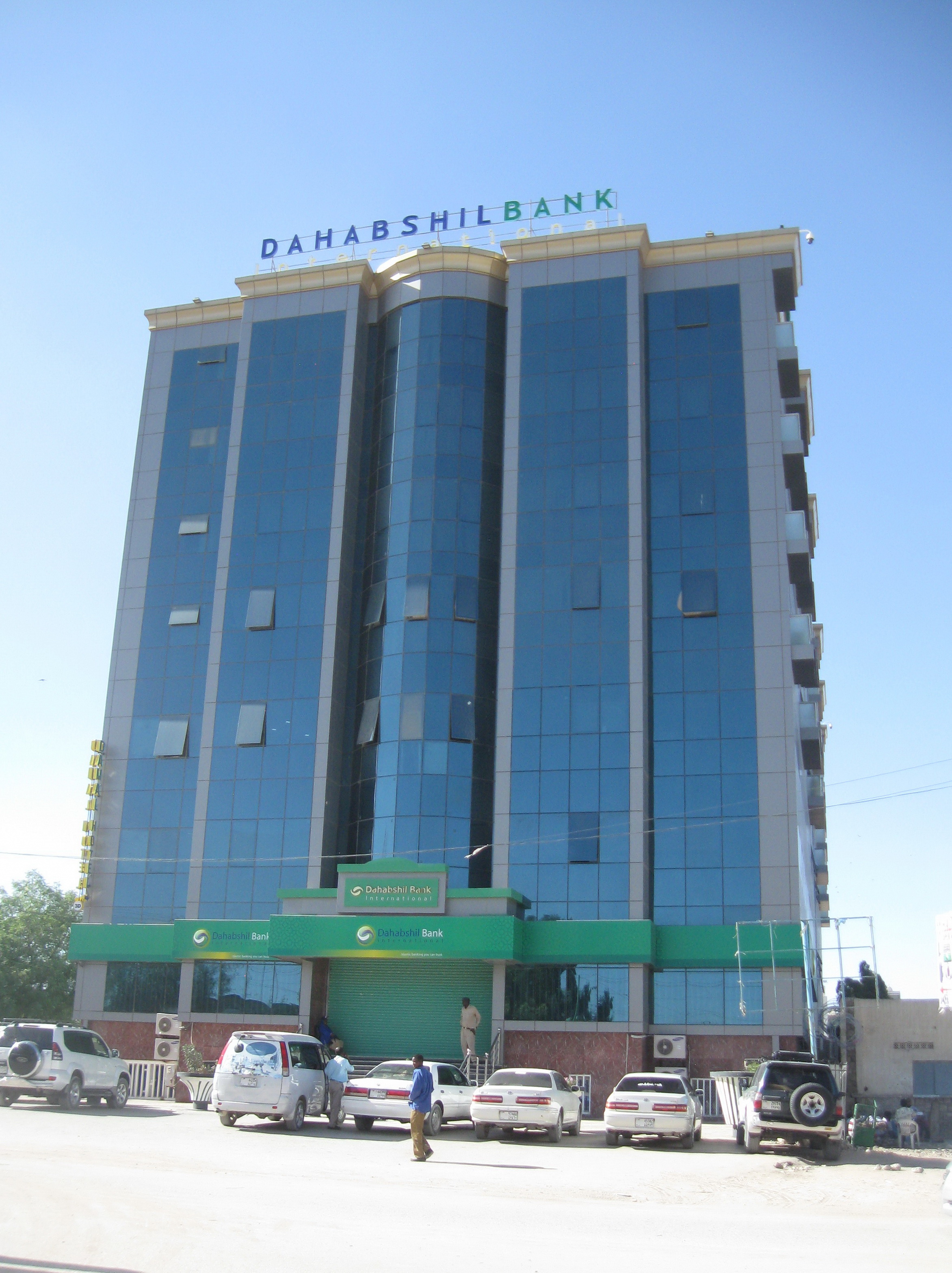
Siedziba Dahabshiilu w Hargejsie

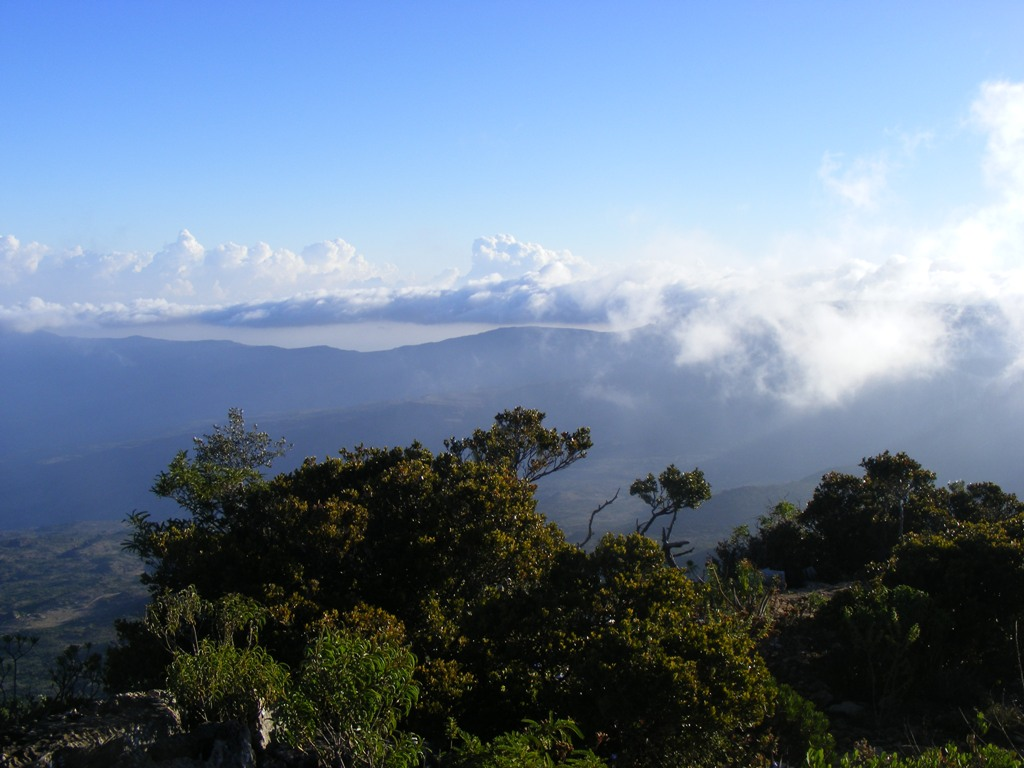
Widok z gór Cal Madow, siedliska wielu endemicznych gatunków

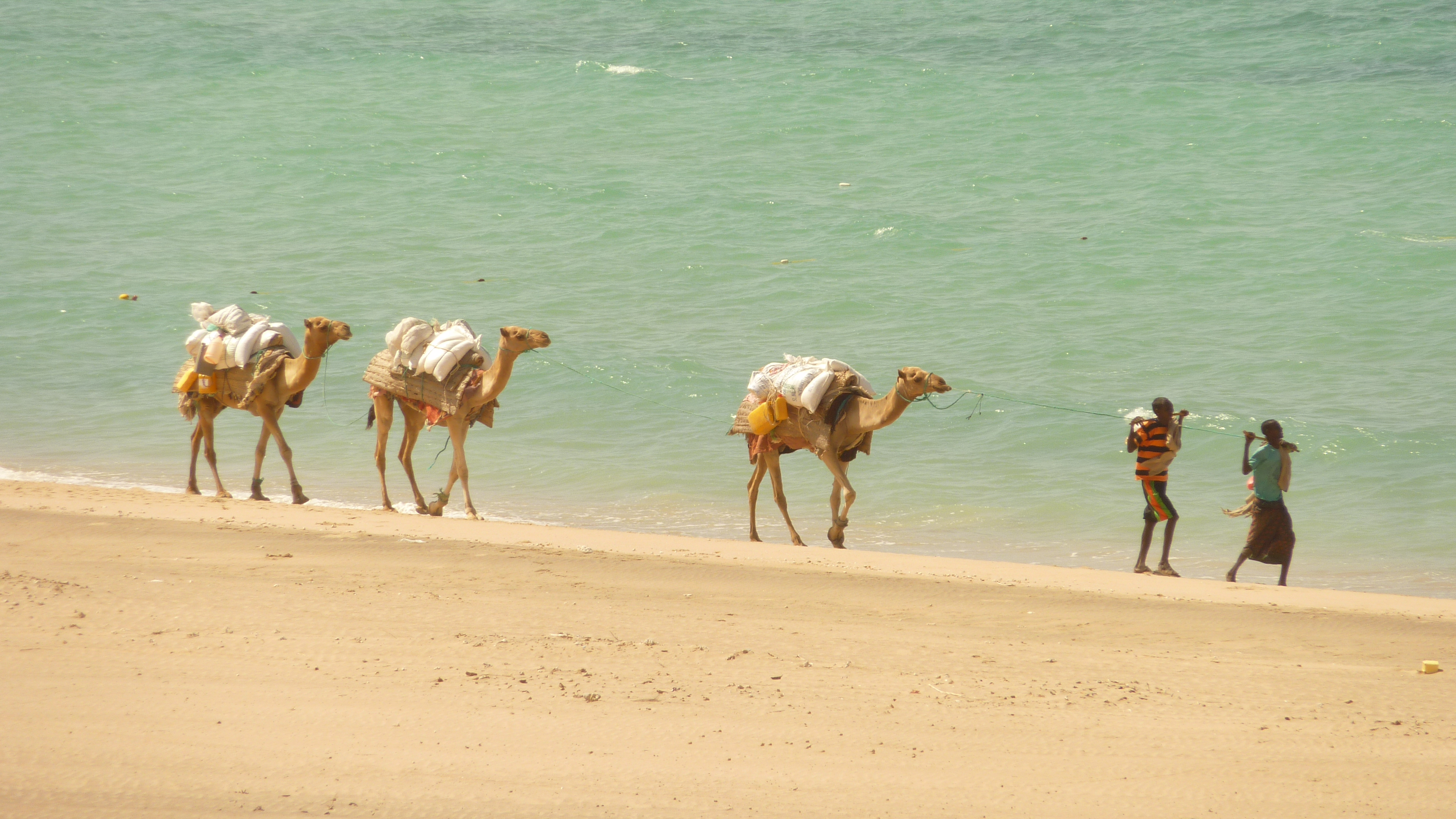
Plaża w Berberze

Waluta kraju to szyling Somalilandu, który nie jest uznawany za granicą. Za jego wydawanie odpowiada Bank Somalilandu. Brak uznania niepodległości Somalilandu przez inne kraje utrudnia jego rozwój gospodarczy. Bardzo duże znaczenie mają więc pieniądze przysyłane przez emigrantów rodakom pozostającym w kraju (szacunkowo miliard USD rocznie). Za większość przelewów zagranicznych odpowiada przedsiębiorstwo Dahabshiil. W lutym 2009 roku w Hargejsie otwarto placówkę dżibutyjskiego banku Banque pour le Commerce et l'Industrie – Mer Rouge.
Największą firmą telekomunikacyjną jest założone w 2002 roku przedsiębiorstwo Telesom. Odpowiada za sieć GSM, telefony stacjonarne oraz dostęp do Internetu. Jego zasięg obejmuje wszystkie największa miasta w Somalilandzie oraz 40 dystryktów w Somalilandzie, jak i w Somalii. Pozostałe firmy telekomunikacyjne to Somtel, Telcom, NationLink Telecom i Golis Telecom.
Podstawą gospodarki Somalilandu jest hodowla zwierząt gospodarskich takich jak owce, wielbłądy i bydło, a następnie sprzedaż ich do państw Zatoki Perskiej, m.in. do Arabii Saudyjskiej. Eksport zwierząt wytwarza 60% PKB kraju. Aby był możliwy, w mieście Shiikh otwarto szkołę weterynaryjną. W wyniku suszy w 2017 roku padło od 50% do 80% zwierząt gospodarczych.
Najważniejszym portem w kraju jest port w Berberze, który jest największym portem do eksportu zwierząt w regionie. Władze obiektu zatrudniają co najmniej 3500 pracowników. W maju 2016 roku Somaliland podpisał umowę z emiracką firmą DP World dotyczącą zainwestowania 442 mln USD w rozbudowę portu. Korzystaniem z niego zainteresowana jest także Etiopia, która w 1993 roku utraciła dostęp do morza, a obecnie większość jej handlu morskiego jest prowadzona przez Dżibuti.

### Transport
Transport drogowy w Somalilandzie jest słabo rozwinięty. Jednym z problemów jest duża liczba wypadków. Od 2015 roku rząd Somalilandu planuje naprawę drogi łączącą Berberę z miastem Shiikh. Najpopularniejszymi liniami lotniczymi są dżibutyjskie Daallo Airlines, które obsługują lotniska w Hargejsie, Burco i Berberze. Pozostałe linie lotnicze to Air Djibouti, Jubba Airways, African Express Airways i Ethiopian Airlines.